# 丝角蝶科
丝角蝶科 （学名：Hedylidae），又名喜蝶科，是一类昆虫，分类学上属于鳞翅目凤蝶总科下的一科。曾属于蛾类，当时被视为凤蝶总科的一个姐妹群。1986年，斯考伯根据当时的研究结论，合并了原有的所有属为单一的丝角蝶属（Macrosoma ），并从蛾类划到蝶类，设立单一的丝角蝶总科（Hedyloidea），但目前已合并至凤蝶总科。本科目前已发现的全部35个受承认的物种，均位于新热带界。

## 分类学与系统发生学
本科曾被分类为尺蛾科Oenochrominae亚科下的一个族，称为丝角蛾族（Hedylicae），Prout LB认为该族应当被视为一科。斯考伯首先提出了该科实际上是一种未被承认的蝴蝶的假说，同时认为其应当是「真正的蝴蝶」（即当时的「凤蝶总科」，包括凤蝶科，粉蝶科，灰蝶科，蛱蝶科，不包括弄蝶科）的姐妹群，因此单列一总科，称丝角蝶总科（Hedyloidea）。韦恩特劳伯和米勒就斯考伯的这一假说展开了一些争论。韦勒· S·J 和 帕斯雷· D·P 在1995年发布了支持斯考伯观点的分子生物学研究。2005年的一项更全面的研究，基于 57 个样本类群、3 个基因和 99 个形态特征的数据，恢复了曾被取消的丝角蝶属，并设立丝角蝶总科，作为凤蝶总科和弄蝶总科共同的姐妹群。蝴蝶下目的三大总科现已合并为单一的凤蝶总科。2015年的系统发生学研究显示，丝角蝶科应当作为凤蝶总科（这里包括弄蝶科）的基群，与双孔次目螟蛾类中的蛾的关系比其他蝴蝶与这些蛾的关系更亲密。
由于假说中的若干个物种群落之间不存在明显差异，加上基本的形态学研究，斯考伯在1986年合并了原有的五个属为单一的丝角蝶属。但是，丝角蝶属的系统发生学仍有待进一步研究。

### 学名说明
在动物界当中，存在着许多分类层级的学名与丝角蝶属的学名Macrosoma 拼写相同或者是同音词。例如：Macrosoma Leach 1819（爬行动物），Macrosoma de Haan 1826（蜻蛉目），Macrosoma Robineau-Desvoidy 1830（Macrosoma multisulcata Berlese 1913） ，双翅目蝇科，Macrosoma Brandt 1835（腔肠动物），Macrosoma Hope 1837（鞘翅目），Macrosoma Lioy 1864 或 1865（双翅目麻蝇科），Macrosoma Hammer 1979（M.rugosa; Acarina：Oribatidae）。
另有两个Hedyle Guenée加剧了命名混乱的状况，那就是Hedyle Guenée, 1857和Hedyle Bergh, 1895（Opisthobranchia 目Acochlidioidea 总科Hedylopsidae （Odhner, 1952）科的海牛，目前被归类于 Hedylopsis Thiele,1931。另有Hedyle Malmgren 1865（属于多毛纲）。因此，Hedylidae Bergh,1895及其模式种 Hedyle weberi Bergh，1895）也是无效的命名。

## 物种列表
以下分类主要依照形态学进行。
| - Macrosoma albida - Macrosoma albifascia - Macrosoma albimacula - Macrosoma albipannosa - Macrosoma albistria - Macrosoma amaculata - Macrosoma bahiata - Macrosoma cascaria - Macrosoma conifera - Macrosoma coscoja - Macrosoma costilunata - Macrosoma hedylaria | - Macrosoma heliconiaria - Macrosoma hyacinthina - Macrosoma intermedia - Macrosoma klagesi - Macrosoma lamellifera - Macrosoma leptosiata - Macrosoma leucophasiata - Macrosoma leucoplethes - Macrosoma lucivittata - Macrosoma minutipuncta - Macrosoma muscerdata - Macrosoma napiaria | - Macrosoma nigrimacula - Macrosoma paularia - Macrosoma pectinogyna - Macrosoma rubedinaria - Macrosoma satellitiata - Macrosoma semiermis - Macrosoma stabilinota - Macrosoma subornata - Macrosoma tipulata - Macrosoma uniformis - Macrosoma ustrinaria |

## DNA 序列
本科的部分物种(例如Macrosoma semiermis等)接受了DNA测序，被测定的基因包括线粒体基因中的 「细胞色素氧化酶 I」、「ND1」，细胞核基因中的 「无翅基因」、「Ef-1?」等。部分物种目前正在接受条形码检测。